# Matematikai szoftverek listája
Matematikai szoftverek listája

## CAS (Computer Algebra System) szoftverek
- Algebrator
- Axiom
- Behavioural Calculus[halott link]
- CoCoA
- DCAS
- Derive
- DoCon
- Eigenmath
- Form
- FORM
- GAP
- GiNaC
- GRTensorII
- Jacal
- Magma
- Maple
- Mathcad
- Mathematica
- Mathomatic
- Matlab
- Maxima
- MuPAD
- NTL - A Library for doing Number Theory
- PARI/GP
- Reduce
- SACLIB
- SAGE
- SINGULAR
- SymbolicC++ Archiválva 2007. november 20-i dátummal a Wayback Machine-ben
- SymPy
- Xcas
- Yacas